# Sacristía

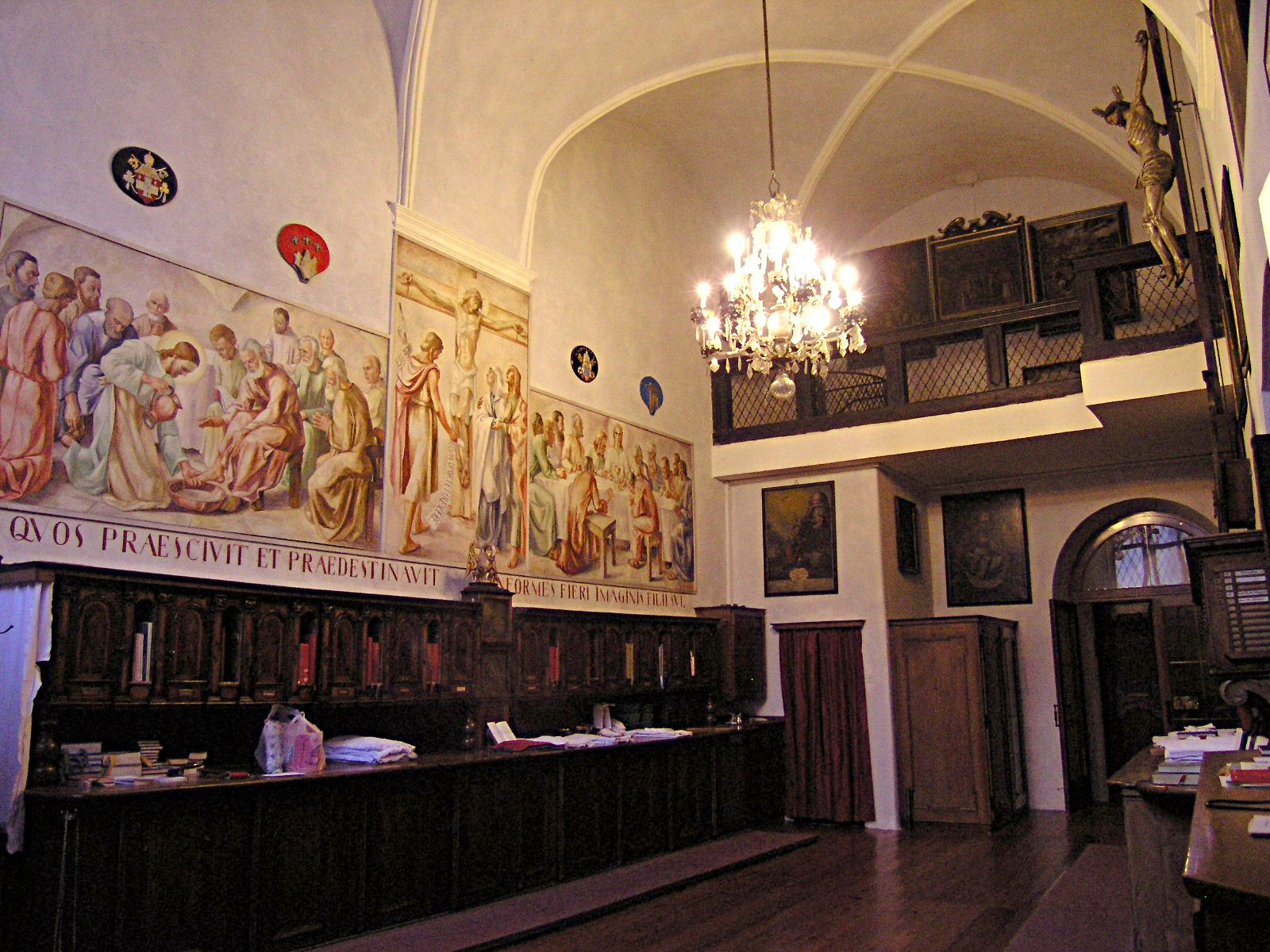
Sacristía de la catedral de Bresanona (Italia).

La sacristía (del latín sacre, sagrado) es el lugar donde se revisten los sacerdotes y donde están guardados los ornamentos y otras cosas pertenecientes al culto. En la cultura del vino se conoce así al lugar donde se guardan los vinos más preciados o los consumidos por la familia propietaria de la bodega.

## Descripción
Los objetos necesarios para la misa guardados en la sacristía son, por ejemplo, hostias sin consagrar, cálices, casullas, agua, manutergio, etc. Suele estar cerrada al público aunque a veces es visitable como parte del conjunto monumental de una iglesia o catedral. En especial es empleado por el párroco y demás oficiantes como lugar para realizar las preparaciones necesarias y para cambiarse antes y después de la misa. La sacristía está habitualmente al cargo de un sacristán.
El registro parroquial se conserva a menudo en la sacristía.
Las sacristías tienen habitualmente una pileta especial, el sacrarium, cuyo desagüe va directamente al suelo. En esta pileta se lavan los lienzos empleados durante la celebración de la misa y otros objetos utilizados durante la comunión.
Normalmente está situada dentro de la iglesia, pero puede encontrarse en un anexo o en un edificio separado (como en algunos monasterios). En la mayoría de las iglesias antiguas la sacristía se encuentra cerca de uno de los retablos laterales o más habitualmente detrás o al lado del retablo mayor. En iglesias más modernas la sacristía se encuentra a menudo en otro lado, como la entrada de la iglesia.
Algunas iglesias poseen más de una sacristía, cada una de las cuales tendrá una función específica. A menudo las sacristías adicionales son empleadas para el mantenimiento de la iglesia y sus objetos, como velas, etc.
En las iglesias cristianas de oriente, se emplea la parte de la iglesia donde se encuentra el altar, separada por el Iconostasio, por lo que no existe la sacristía como tal.

## Enología
A veces se llama sacristía a la zona de una bodega donde se guardan los vinos más valiosos o los que son consumidos por la familia propietaria.